# Selmes
Selmes est une paroisse civile portugaise (en portugais : freguesia) de la municipalité de Vidigueira dans le district de Beja.

## Géographie
Selmes est située au sud du centre de Vidigueira.

## Démographie
Lors du recensement de 2021, Selmes compte 780 habitants. C'est alors la paroisse la moins peuplée de la municipalité de Vidigueira.